# 축치 자치구의 행정 구역

1. 아나디르스키군
2. 빌리빈스키군
3. 이울틴스키군
4. 프로비덴스키군
5. 차운스키군
6. 추코츠키군

다음은 축치 자치구의 행정 구역에 관한 설명이다. 2011년 베린곱스키군은 아나디르스키군에, 시밋콥스키군은 이울틴스키군에 통합되어 사라졌다.
자치구 지정 도시:
- 아나디리 (수도)

군:
- 아나디르스키군
  - 오트로즈니
  - 샤흐툐르스키
  - 우골니예코피
  - 베린곱스키
- 빌리빈스키군
  - 빌리비노
  - 알리스케로보
  - 달니
  - 베센니
  - 브스트레치니
- 차운스키군
  - 페베크
  - 바라니하
  - 비스트르니
  - 콤소몰스키
  - 크라스노아르메이스키
  - 발쿠메이
  - 유즈니
- 추코츠키군
- 이울틴스키군
  - 에그베키노트
  - 레닌그라츠키
  - 미스시밋타
- 프로비덴스키군
  - 프로비데니야